# Habrotrocha rosa
Habrotrocha rosa är en hjuldjursart som beskrevs av Donner 1949. Habrotrocha rosa ingår i släktet Habrotrocha och familjen Habrotrochidae. Arten är reproducerande i Sverige. Inga underarter finns listade i Catalogue of Life.